# 开远郡
开远郡，中国南北朝时设置的郡。
北周建德六年（577年）在河州鸡鸣防置开远郡，治所在今甘肃碌曲县西南，下辖诸县不详，隶属于弘州，隋文帝开皇三年（583年）废开远郡，所属地区直属弘州。